# Geal Chàrn (Monadh Liath)
Der Geal Chàrn ist ein 926 m (3.038 ft) hoher, als Munro eingestufter Berg in Schottland. Sein gälischer Name kann in etwa mit Weißer Berg übersetzt werden.  Der Gipfel liegt in der Council Area Highland am Südrand der Berglandschaft der Monadh Liath in den nördlichen Grampian Mountains, etwa 18 Kilometer westlich von Newtonmore nördlich des Speytals.
Wie die anderen Munros der Monadh Liath ist der Geal Chàrn ein vergleichsweise wenig markanter Berg. Er liegt nordwestlich der kleinen Ortschaft Laggan und wird nach Osten vom Glen Markie begrenzt, dem Tal des in den Spey mündenden Bachs Markie Burn. Mit dem Coire an Lochain besitzt der Berg auf dieser Seite ein felsiges und steiles Kar mit einem Bergsee, dem Lochan a’ Choire, während er ansonsten vom breiten flachen Gipfelplateau nach fast allen Seiten moderat mit gras- und heidedurchsetzten Hängen abfällt. Lediglich die Westseite weist etwas steilere, in das Tal des Fèith Talagain abfallende Hänge auf. Nach Norden und Nordosten hin läuft er flach und nur mit geringen Höhenunterschieden zur Hochfläche der Monadh Liath aus, östlich schließt sich ein breiter Grat an, der oberhalb des Glen Markie im nach allen Seiten moderat abfallenden Vorgipfel Bruach nam Biodag endet. Ein hochgelegener Bealach auf etwa 850 Meter Höhe trennt den Geal Chàrn im Südosten vom vorgelagerten, 887 Meter hohen Beinn Sgiath, der ebenfalls auf der Ostseite steile, felsdurchsetzte Wände hat, aber ansonsten grasbedeckte Hänge aufweist. Im Südwesten öffnet sich vom Sattel zum Beinn Sgiath ausgehend das breite Coire nan Dearcag, das von Heide und Grasflächen geprägt ist. An dieses Kar schließt sich der breite Südwestgrat an.

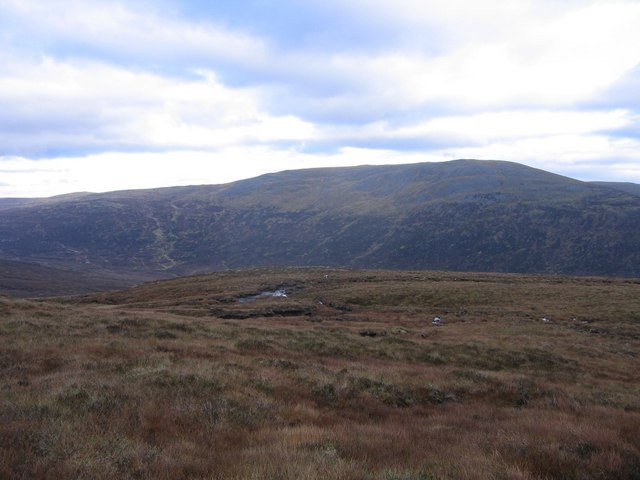
Blick aus Richtung Westen zum Gipfel des Geal Chàrn
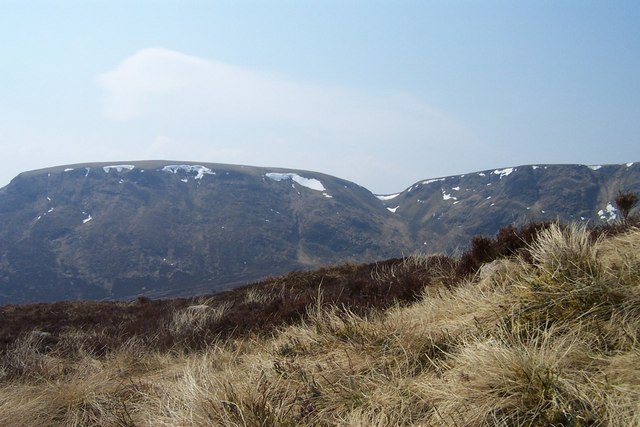
Blick von Osten auf Geal Chàrn (rechts) und Beinn Sgiath (links)
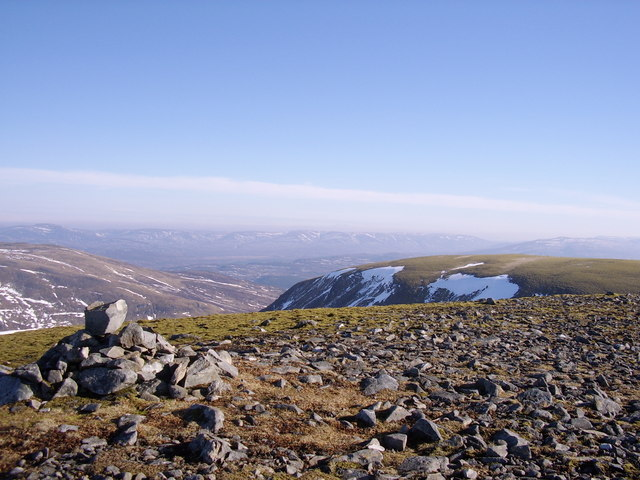
Blick vom Gipfel nach Südosten auf Badenoch, rechts der Beinn Sgiath
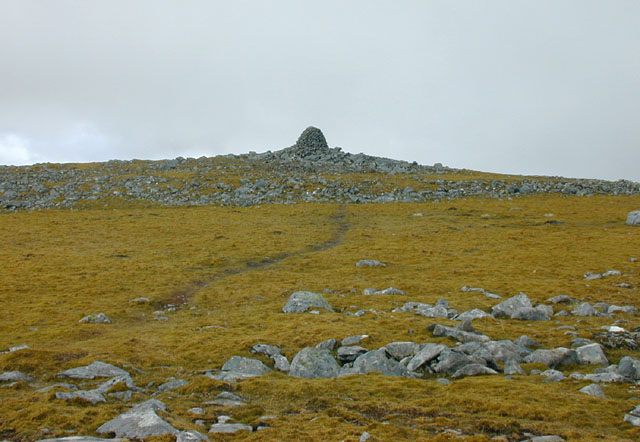
Der mit einem Cairn markierte Gipfel des Geal Chàrn

Für eine Besteigung des Geal Chàrn bieten sich im oberen Speytal zwei Ausgangspunkte an, einmal die kleine Ansiedlung Crathie, östlich von Laggan, und die Garva Bridge über den Spey am Ende der Fahrstraße. Von Crathie aus führt der Zustieg durch das Glen Markie und entlang des Piper’s Burn, dem Abfluss des Lochan a’ Choire zum Bruach nam Biodag östlich des Geal Chàrn. Über diesen führt der Anstieg auf das Hochplateau und zum durch einen Cairn markierten Gipfel. Alternativ führt ein Zustieg von der Garva Bridge entlang des Fèith Talagain bis zum Südwestgrat des Geal Chàrn und über diesen zum Gipfelplateau.